# Gigel Știrbu
Gigel Sorinel Știrbu (n. 12 septembrie 1971, Slatina, România) este un politician român, deputat în Parlamentul României, ales pe listele Partidului Național Liberal din circumscripția electorală Olt, în legislaturile 2008-2012, 2012-2016, 2016-2020, 2020-2024 și 2024-prezent. În perioada 17 decembrie 2013 – 5 martie 2014, Gigel Știrbu a fost ministrul culturii în Guvernul Ponta (2).
 Este căsătorit și are doi copii.

## Studii
În 1998 a absolvit Seminarul Teologic din Craiova, urmând apoi ca din 1998 să urmeze cursurile Facultății de Teologie de la Universitatea din Craiova, și a obținut un masterat în „Drept Social Român și European” de la INA (2008) și un doctorat în istorie de la Universitatea Valahia din Târgoviște (2011). În anul 2008 a absolvit cursurile de la Universitatea Națională de Apărare „Carol I” (C.N.A.), iar în 2010, Institutul Diplomatic Român. Din anul 2008 este membru în cadrul Adunării Naționale Bisericești. 